# کلمنت اسکندرانی
تیتوس فلاویوس کلمنت (به انگلیسی: Titus Flavius Clemens) در حدود ۱۵۰ در خانواده‌ای یونانی و بت‌پرست چشم به جهان گشود.
او پس از ایمان آوردن به مسیح سفرهای بسیار کرد و در محضر اساتیدِ مسیحیِ متعددی مکتب دید. او از ششمین و آخرین معلم خود پانتانوس بسیار خشنود بود که مدرسهٔ فلسفیِ مسیحی‌ای را در اسکندریه اداره می‌کرد. کلمنت نزد او ماند و بالاخره در سال ۱۹۰ جانشین او شد. او به هنگام شروع جفایی که در سال‌های ۲۰۲ و ۲۰۳ علیه مسیحیان اِعمال شد اسکندریه را ترک کرد و هرگز به آنجا بازنگشت. او در حدود سال ۲۱۵ در آسیای صغیر درگذشت.
مصر در قرن دوم یکی از مراکز مهم مکتب گنوسی بود. بسیاری از رهبران گنوسی یا خاستگاه‌شان مصر بود یا در آنجا تعلیم می‌دادند. در مقابل، پانتانوس نخستین نمایندهٔ راست‌دینیِ مسیحیِ مصری بود که امروزه می‌شناسیم. از آنجا که مذهب گنوسی در مصر تهدیدی جدی علیه ایمان مسیحی تلقی می‌شد، به‌نظر می‌رسد که راست‌دینانِ مسیحیِ مصری دانش‌ستیزی پیشه کرده باشند، بدین معنا که «به‌سادگی باور کن، بدون اینکه خود را درگیر سؤالات دشوار کنی». پانتانوس و پس از او کلمنت در صدد معرفیِ مسیحیتی راست‌دین بودند که از نظر عقلانی نیز کارآمد و بسنده باشد. آنها می‌کوشیدند نشان دهند که مسیحیان می‌توانند سؤالاتِ فلسفی و عقلانی را مورد بررسی قرار دهند بدون اینکه به دام بدعت بیفتند. اوریجن، جانشین کلمنت، که محققی برجسته‌تر از او بود کار کلمنت را دنبال کرد.

## آثار کلمنت

Opera omnia, 1715

از آثار کلمنت سه اثر مهم باقی‌مانده است که دربارهٔ مراحل سه‌گانهٔ تعالیمِ مسیحی‌اند:
۱) «توصیه به یونانیان» اثری دفاعیاتی است و از الگوی آثار دفاعیون قرن دوم (مثل ژوستین) پیروی می‌کند اما در سطحی بالاتر.
۲) «قَیِم» شامل دستورالعمل‌هایی برای نو ایمانان است. این کتاب برای نو ایمانان راهنمایِ رفتار است و آنان را برای دریافت آموزه‌های روحانی آماده می‌کند. همچنین بر ساده زیستن تأکید می‌ورزد و آن را حد اعتدالی قرار می‌دهد میان زندگیِ ریاضت‌مأبانه و چشم‌پوشی از دنیا، و زندگی تجملاتی.
۳) «کیسه‌های نمدین» یا (نوشته‌های گوناگون) اثری پیچیده و عجیب است، و این‌جا است که تعالیم روحانیِ کلمنت ارائه می‌شود. برای ترتولیان ایمانْ کافی و بسنده، اما برای کلمنت فقط نقطهٔ آغاز است، و بنیانی است که دانش بر آن بنا می‌شود. کلمنت ایدهٔ «مسیحیِ ناستیک» را معرفی می‌کند، یعنی فردی روحانی که ورای ایمانش، به‌سوی کسب دانش و معرفت پیش رفته. معرفتی که دانشِ آکادمیکِ صِرف نیست بلکه درکی است روحانی که برای کسب آن باید پاکی اخلاقی داشت و خدا را هدف آن قرار داد و در مورد او به تعمق و ژرف‌اندیشی پرداخت.
کلمنت در صدد بود شکلی اندیشمندانه از راست‌دینی ارائه دهد که از نظر عقلانی بسنده و کارآمد باشد. او چون ژوستین در فلسفهٔ یونان حقیقت را می‌دید، و باور داشت همان‌گونه که عهدِعتیق یهودیان را برای پذیرش عیسای مسیح آماده کرده بود، فلسفه نیز یونانیان را برای پذیرش او آماده می‌کرد؛ و پولس رسول نیز (برای مثال در کولسیان ۲:۸) فقط علیه فلسفهٔ بد و کاذب هشدار می‌داد. کلمنت هرچند از بدعت ناستیکی فاصله می‌گرفت اما بسیاری از عناصر جهان‌بینی یونان را پذیرفته بود، اما تعالیم او نشان می‌دهد که برای اجتناب از بدعت‌ها، صرفاً داشتن انگیزه کافی نیست. کلمنت در مخالفت با دوستیسم (دیدگاهی که باور داشت عیسای مسیح فقط یک انسان به‌نظر می‌رسید) تأیید می‌کرد که مسیح جسم انسانی داشت و می‌خورد و می‌آشامید اما باور نداشت که او نیازمند خوردن و آشامیدن بود. همچنین در مخالفت با دیدگاه ناستیک‌ها که ازدواج را نیک نمی‌دانستند، تأکید می‌کرد که ازدواج عطیه‌ای است از سوی خدا. اما بر این باور بود که زوج مسیحیِ ایده آل می‌توانند روابط جنسی داشته باشند اما بدون هرگونه میل و اشتیاق و آن‌هم فقط برای بقای نسل.
پیش از ظهور مسیح، یونانیان برای پارساشمرده‌شدن نیازمند فلسفه بودند و اکنون نیز هادیِشان به‌سوی زهد و تقوا است. فلسفه برای آنان که به دیدن ایمان می‌آورند نوعی آموزش مقدماتی است … زیرا خدا مسبب تمام نیکویی‌ها است، چه مستقیم و با اعطایِ عهدین عتیق و جدید، و چه غیرمستقیم با اعطایِ فلسفه. شاید خدا فلسفه را مستقیماً به یونانیان داده باشد، تا زمانی که آنان را به‌سوی خود بخواند. زیرا فلسفه چون معلمی یونانیان را به‌سوی مسیح هدایت می‌کرد، همان‌گونه که شریعتِ عهدِعتیق یهودیان را برای ظهور او آماده می‌ساخت؛ بنابراین فلسفه نوعی آماده‌سازی بود که راه را برای آنان که باید در مسیح کامل می‌شدند مهیا می‌کرد.
تصور اینکه منجیِ ما برای بقا نیازمند خوردن و آشامیدن باشد، مُضحِک است، زیرا او به‌خاطر نیاز جسمانی خوراک نمی‌خوردْ چرا که جسم او به نیرویی مقدس استوار بود، و بدین سبب خوراک می‌خورد که مبادا همراهانش تصور نادرستی از انسان بودن او در ذهن بپرورانند (دوستیسم) … اما رسولان که تحت تعلیم خداوند بر خشم و ترس و شهوت لگام زده بودند، حتی تحت تأثیر احساساتی نیکو چون شجاعت و غیرت و شادی نیز قرار نمی‌گرفتند؛ و از آنجا که فکری استوار و مصمم داشتند، تمایلات‌شان دستخوش تغییر نمی‌شد. آنها پس از رستاخیز خداوند، با عزم و اراده‌ای راسخ به تعلیم و تربیت پرداختند.
کلمنت مترصد یافتن پاسخی راست‌دینانه در برابر مذهب ناستیکی بود اما در این رهنورد به برخی از افکار ناستیکی فرصت جولان داد. اینکه ایمان منجر به معرفت می‌شود صحیح، اما از نظر کلمنت «ایمانْ» مسیحیتِ راست‌دین بود و «معرفتْ» فلسفهٔ یونان. «تاثیر ناپذیری» یکی از ارکان بنیادینِ الهیات یونان بود. تفکر یونانی، خدا را موجودی تاثیر ناپذیر و فراتر از عواطف و احساسات می‌دانست. حالتی که دست یافتن بدان برای فلاسفه هدفی غائی بود، و کلمنت باور داشت مسیحیِ در پی معرفتْ نیز می‌تواند بدان دست یابد. او می‌گفت فلاسفه انکار نفس می‌کنند و بر امیال خود افسار می‌زنند اما مسیحیانِ روحانی حتی از چنین امیالی بری هستند. اما ایدهٔ (تا ثیر ناپذیری) که تا مدت‌ها نیز تأثیری عمیق بر نظریات مسیحی گذاشت، با تعالیم کتاب‌مقدس بیگانه است. اما نباید اجازه داد اشتباهات کلمنت دستاوردِ مهمِ او را که همانا تشویق به پیشرفت روحانی-عقلانی کلیسا و مسیحیتِ راست‌دینانه است، مخدوش کند. در واقع راست‌دینیِ مسیحیتِ مصر تا قرن چهارم میلادی تا حد زیادی مرهون تلاش‌های کلمنت و اشخاصی مثل او است.